# Двір Савичі
Двір Савичі — (біл. вёска Двор-Савічы), село (веска) в складі Брагінського району розташоване в Гомельській області Білорусі. Село підпорядковане Чемериській сільській раді і в ньому мешкає 74 особи (станом на 2004 рік).
Село Двір Савичі розташоване на південному сході Білорусі, у південній частині Гомельської області, неподалік від районного центру Брагіна (за 18 кілометрів східніше).